# J. R. Moehringer
J. R. Moehringer, pseudonimo di John Joseph Moehringer (New York, 7 dicembre 1964), è un giornalista e scrittore statunitense.

## Biografia
Nato a New York, è figlio unico ed è cresciuto con la madre nel quartiere Manhasset su Long Island. Da parte di padre ha origini italiane (il cognome del nonno era Attanasio, prima di essere cambiato in Moehringer per integrarsi con la comunità tedesca); da parte di madre ha origini irlandesi. Laureato in Lettere alla Yale University, ha iniziato la sua carriera giornalistica come assistente cronista al The New York Times. Dal 1994 lavora come corrispondente per il Los Angeles Times. Nel 2000 è stato vincitore del premio Pulitzer per il giornalismo di approfondimento e costume (feature writing) per il suo «ritratto di Gee's Bend, una isolata comunità fluviale in Alabama dove vivono molti discendenti di schiavi, e di come la loro vita possa cambiare in seguito all'arrivo di un traghetto verso la terraferma».
La sua carriera di scrittore inizia nel 2005 con l'uscita del suo primo romanzo, Il bar delle grandi speranze (The Tender Bar), in cui ripercorre la sua giovinezza. Il libro è stato definito il migliore dell'anno da diverse testate giornalistiche americane, tra cui il New York Times e USA Today. Moehringer ha contribuito in modo sostanziale alla stesura di Open, l'autobiografia del tennista statunitense Andre Agassi, uscita nel 2009 e pubblicata per la prima volta in Italia nel 2011, così come a L'arte della vittoria (Shoe Dog), autobiografia del fondatore della Nike Phil Knight, pubblicata in Italia nel 2016 e nel 2023 Spare, l'autobiografia di Henry, duca di Sussex. Nel 2012 (febbraio 2013 in Italia) esce il suo secondo romanzo, Sutton (Pieno giorno in Italia, ed. True Piemme), storia del rapinatore Willie Sutton, detto «l'Attore».

## Opere
- Il bar delle grandi speranze (2005)
- Open, (2012)
- Pieno giorno (2012)
- Oltre il fiume (2014)
- Il campione è tornato (2015)
- L'arte della vittoria (2016)
- Spare. Il minore (2023)

## Filmografia

### Produttore
- Il bar delle grandi speranze (The Tender Bar), regia di George Clooney (2021)